# 17 juillet en sport
17 juin 17 août
Chronologies thématiques
- Croisades
- Ferroviaires
- Disney

Le 17 juillet (198e jour de l'année ou 199e en cas d'année bissextile) en sport.

## Événements

### XIXesiècle
- 1873 :
  - (Aviron) : régate universitaire entre Harvard et Yale. Yale s'impose[1].
- 1882 :
  - (Tennis) : dans la 6e édition du Tournoi de Wimbledon, l’anglais William Renshaw s’impose en simple hommes face à Ernest Renshaw, son frère jumeau, 6-1, 2-6, 4-6, 6-2, 6-2.
- 1885 :
  - (Tennis) : sur le Tournoi de Wimbledon, en finale du simple dames, la britannique Maud Watson s'impose, dans le simple messieurs, c'est le britannique William Renshaw qui gagne, puis associé à son jumeau Ernest, ils remportent le double messieurs.
- 1886 :
  - (Football) : fondation du BK Frem Copenhague au Danemark.
  - (Tennis) : sur le Tournoi de Wimbledon, en finale du simple dames, la britannique Blanche Bingley s'impose, dans le simple messieurs, c'est le britannique William Renshaw qui gagne, puis associé à son jumeau Ernest, ils remportent le double messieurs.
- 1888 :
  - (Cricket) : fin du 1er des trois test matches de la tournée anglaise de l’Équipe d'Australie qui bat l'Angleterre par 61 runs.
- 1898 :
  - (Compétition automobile) :  Turin-Aste-Alexandrie-Turin en Italie est remporté par Guido Ehrenfreund.

### XXesièclede1901à1950
- 1903 :
  - (Compétition automobile) :  à Ostende, Arthur Duray établit un nouveau record de vitesse terrestre : 134,32 km/h.
- 1927 :
  - (Cyclisme sur route) : Nicolas Frantz remporte le Tour de France
- 1932 :
  - (Compétition automobile) : Grand Prix automobile d'Allemagne.
- 1949 :
  - (Compétition automobile) : Grand Prix automobile de France.

### XXesièclede1951à2000
- 1954 :
  - (Formule 1) : Grand Prix de Grande-Bretagne.
- 1960 :
  - (Cyclisme sur route) : Gastone Nencini remporte le Tour de France.
- 1971 :
  - (Formule 1) : Grand Prix de Grande-Bretagne.
- 1976 :
  - (Jeux olympiques) : début des jeux olympiques de Montréal, Canada.
- 1980 :
  - (Athlétisme) : Philippe Houvion porte le record du monde du saut à la perche à 5,77 mètres.
- 1994 :
  - (Football) : victoire du Brésil sur l’Italie 3-2 (t.a.b.) (0-0) en finale de la Coupe du monde au Rose Bowl Stadium de Pasadena (États-Unis). Le Brésil remporte son quatrième titre.

### XXIesiècle
- 2015 : 
  - (Compétition automobile /Formule 1) : neuf mois après son terrible accident survenu lors du Grand Prix du Japon, Jules Bianchi décède au CHU de Nice. Il avait vingt-cinq ans.
  - (Cyclisme sur route /Tour de France) : dans la 13e étape du Tour de France, victoire du belge Greg Van Avermaet. Au général Christopher Froome conserve les commandes.
  - (Escrime /Championnats du monde) : dans l'épreuve du sabre, l'Italie chez les hommes et la Russie chez les femmes remportent les titres de Champion du monde par équipes.
- 2016 :
  - (Cyclisme sur route /Tour de France) : sur la 15e étape du Tour de France 2016, victoire du colombien Jarlinson Pantano devant le polonais Rafał Majka et le français Alexis Vuillermoz. Le britannique Christopher Froome garde le maillot jaune.
  - (Golf /tournoi majeur) : le suédois Henrik Stenson remporte le 145e Open britannique de l'histoire. Lancé dans un duel épique avec l'américain Phil Mickelson. Le suédois (-20) a fait preuve d'un sang-froid époustouflant pour remporter son premier Majeur en carrière à 40 ans[2].
- 2017 :
  - (Natation /Championnats du monde) : sur la 3e journée des Championnats du monde de natation, en natation synchronisée, victoire des Italiens Giorgio Minisini et Manila Flamini du duo mixte puis en plongeon, victoire des chinoises Chang Yani et Shi Tingmao en synchronisée au tremplin à 3m ainsi que Ren Qian associée à Si Yajie au tremplin à 10m.
  - (Pentathlon moderne /Championnats d'Europe) : début de la 26e édition des Championnats d'Europe de pentathlon qui se déroulent à Minsk en Biélorussie jusqu'au 24 juillet 2017.
- 2021 : 
  - (Cyclisme sur route /Tour de France) : sur la 20e étape du Tour de France qui se déroule entre Libourne et Saint-Émilion, sur une distance de 30,8 kilomètres en contre-la-montre individuel, victoire du belge Wout van Aert. Le slovène Tadej Pogačar conserve son Maillot jaune.
- 2024 : 
  - (Cyclisme sur route /Tour de France) : sur la 17e étape du Tour de France qui se déroule entre Saint-Paul-Trois-Châteaux (Drôme) et SuperDévoluy (Hautes-Alpes), sur une distance de 177,8 kilomètres[3], victoire de l'Équatorien Richard Carapaz en solitaire. Le slovène Tadej Pogačar conserve son Maillot jaune.

## Naissances

### XIXesiècle
- 1879 :
  - Jean-Baptiste Laviolette, hockeyeur sur glace puis entraîneur canadien. († 10 janvier 1960).
- 1882 : 
  - Oswald Holmberg, gymnaste artistique suédois. Champion olympique du concours par équipes aux jeux de Londres 1908 puis champion olympique du système suédois aux Jeux de Stockholm 1912. († 11 février 1969).
- 1884 : 
  - Umberto Malvano, footballeur italien. († 15 septembre 1971).
- 1889 :
  - Joe Dawson, pilote de courses automobile américain. († 17 juin 1946).

### XXesièclede1901à1950
- 1906 :
  - Dunc Gray, cycliste sur piste australien. Médaillé de bronze du kilomètre aux Jeux d'Amsterdam 1928 et champion olympique aux Jeux de Los Angeles 1932. († 30 août 1996).
- 1912 : 
  - Erwin Bauer, pilote de courses automobile allemand. († 3 juin 1958).
  - Pál Kovács, sabreur hongrois. Champion olympique par équipes aux Jeux de Berlin 1936, champion olympique par équipes et médaillé de bronze en individuel aux Jeux de Londres 1948, champion olympique en individuel et par équipes aux Jeux d'Helsinki 1952 puis champion olympique par équipes aux Jeux de Melbourne 1956 et aux Jeux de Rome 1960. Champion du monde d'escrime en individuel et par équipes 1937, par équipes 1951, en individuel et par équipes 1953 puis par équipes 1954, 1955, 1957 et 1958. († 8 juillet 1995).
- 1917 : 
  - Lou Boudreau, joueur de baseball puis dirigeant sportif américain. († 10 août 2001).
- 1920 :
  - Rudolf Kárpáti, sabreur hongrois. Champion olympique par équipes aux Jeux de Londres 1948 et aux Jeux d'Helsinki 1952 puis champion olympique en individuel et par équipes aux Jeux de Melbourne 1956 et aux Jeux de Rome 1960. Champion du monde d'escrime du sabre par équipes 1953 1955, 1957 et 1958, champion du monde d'escrime du sabre en individuel et par équipes 1954 puis champion du monde d'escrime en individuel 1959. († 1er février 1999).
  - Juan Antonio Samaranch, homme politique et responsable sportif espagnol. Président du CIO de 1980 à 2001. († 21 avril 2010).
- 1932 : 
  - Johnny Kerr, basketteur puis entraîneur et commentateur américain. († 26 février 2009).
- 1936 : 
  - Jair Marinho de Oliveira, footballeur brésilien. Champion du monde football 1962. (4 sélections en équipe nationale).  († 7 mars 2020).
- 1943 :
  - Bernard Duprat, joueur de rugby à XV français. Vainqueur du Grand Chelem 1968. (15 sélections en équipe de France).
- 1944 : 
  - Carlos Alberto Torres, footballeur puis entraîneur brésilien. Champion du monde de football 1970. (53 sélections en équipe nationale). Sélectionneur de l'équipe d'Azerbaïdjan de 2004 à 2005. († 25 octobre 2016).
- 1945 :
  - István Juhász, footballeur hongrois. Champion olympique aux Jeux de Mexico 1968. Vainqueur de la Coupe des villes de foires 1965. (23 sélections en équipe nationale). († septembre 2024).
- 1946 : 
  - Eric Leman, cycliste sur route belge. Vainqueur des Tours des Flandres 1970, 1972 et 1973.
  - Roland Smaniotto, cycliste sur route luxembourgeois. († 12 juin 2011).

### XXesièclede1951à2000
- 1952 :
  - Gaston Boulanger, hockeyeur sur glace canadien.
- 1956 :
  - Bryan Trottier, hockeyeur sur glace puis entraîneur et dirigeant sportif canadien.
- 1959 :
  - Éric N'Gapeth, volleyeur puis entraîneur franco-camerounais. (220 sélections avec l' équipe de France). Sélectionneur de l'Équipe du Cameroun de 2000 à 2003.
- 1963 :
  - Matti Nykänen, sauteur à ski finlandais. Champion olympique du grand tremplin et médaillé d'argent du petit tremplin aux Jeux de Sarajevo 1984 puis champion olympique du petit tremplin, du grand tremplin et par équipes aux Jeux de Calgary 1988. Champion du monde de saut à ski au grand tremplin 1982, Champion du monde de saut à ski par équipes 1984, 1985, 1987 et 1989. Champion du monde de vol à ski 1985. († 4 février 2019).
- 1969 :
  - Jean-Bernard Bouvet, pilote de courses automobile français.
  - Jaan Kirsipuu, cycliste sur route estonien.
- 1972 :
  - Donny Marshall, basketteur américain.
- 1975 :
  - Vincent Vittoz, fondeur français. Champion du monde de ski de fond de la poursuite 2005.
- 1977 :
  - Leif Hoste, cycliste sur route belge.
  - Marc Savard, hockeyeur sur glace canadien.
- 1978 :
  - Jason Jennings, joueur de baseball américain.
- 1979 :
  - Juan Manuel Vivaldi, hockeyeur sur gazon argentin. Champion olympique aux Jeux de Rio 2016.
- 1980 :
  - Frédéric Adjiwanou, basketteur français.
  - Rachid Ramzi, athlète de demi-fond bahreïnien. Champion du monde d’athlétisme du 1 500 m et du 800 m 2005.
- 1983 :
  - Thomas Pochelu, joueur de rugby à XV français.
- 1985 :
  - Loui Eriksson, hockeyeur sur glace suédois. Médaillé d'argent aux Jeux de Sotchi 2014. Champion du monde de hockey sur glace 2013.
- 1987 :
  - Jan Charouz, pilote de courses automobile tchèque.
  - Takuya Haneda, céiste japonais. Médaillé de bronze en C1 du slalom aux Jeux de Rio 2016.
  - Ivan Strinić, footballeur croate. (49 sélections en équipe nationale).
  - Frida Tegstedt, handballeuse suédoise. (51 sélections en équipe nationale).
- 1990 :
  - Omar Fraile, cycliste sur route espagnol.
  - Laura Gómez, patineuse de vitesse colombienne.
- 1991 :
  - Oliver Ekman Larsson, hockeyeur sur glace suédois. Médaillé d'argent aux Jeux de Sotchi 2014. Champion du monde de hockey sur glace 2017.
  - Manon Lorentz, haltérophile française. Médaillée de bronze des -53 kg à l'arraché aux CE d'haltérophilie 2018.
- 1992 :
  - Thanásis Antetokoúnmpo, basketteur grec. (39 sélections en équipe nationale).
  - Mehdy Metella, nageur français. Médaillé d'argent du relais 4×100m aux Jeux de Rio 2016. Champion du monde de natation du relais 4×100m nage libre et médaillé de bronze du relais 4×400m quatre nages 2015. Champion d'Europe de natation du relais 4×100m nage libre 2014 puis médaillé d'argent du relais 4×100m quatre nages et de bronze du 100m papillon aux Euros de natation 2016.
- 1993 :
  - Marwan El Shorbagy, joueur de squash égyptien. Vainqueur du El Gouna International 2018.
  - Esther Niamke-Moisan, basketteuse française.
- 1994 :
  - Benjamin Mendy, footballeur français. Champion du monde football 2018. (10 sélections en Équipe de France).
- 1995 :
  - Alice Barnes, cycliste sur route britannique. Championne du monde de cyclisme sur route du contre la montre par équipes 2018.
  - Jessy Gálvez López, footballeur belge.
- 1996 :
  - Léo Duarte, footballeur brésilien.
  - Robin Koch, footballeur allemand. (8 sélections en équipe nationale).
- 1997 :
  - OG Anunoby, basketteur anglo-nigérian.
  - Sigurd Haugen, footballeur norvégien.
  - Jakub Kochanowski, volleyeur polonais. Champion du monde masculin de volley-ball 2018.
- 1998 :
  - Clément Davy, cycliste sur route et sur piste français.
- 1999 :
  - Mileta Rajović, footballeur danois.

### XXIesiècle
- 2001 :
  - Joaquín Oviedo, joueur de rugby à XV argentin. (4 sélections en équipe nationale).
- 2002 :
  - Camille Lutz, pongiste française.
  - Laurence Pithie, cycliste sur route et sur piste néo-zélandais.
- 2003 :
  - Marcus Baggesen, footballeur danois.
- 2004 :
  - Alexandru Musi, footballeur roumain.

## Décès

### XXesièclede1901à1950
- 1935 : 
  - James Moore, 86 ans, cycliste sur route britannique. Vainqueur de Paris-Rouen 1869. (° 14 janvier 1849).
- 1937 : 
  - Leslie Balfour-Melville, 83 ans, joueur de rugby à XV et de cricket puis golfeur et ensuite dirigeant sportif écossais. (16 sélections en test cricket et 1 sélection en équipe nationale de rugby). Président de la Fédération écossaise de rugby à XV. († 9 mars 1854).

### XXesièclede1951à2000
- 1958 :
  - Henri Farman, 84 ans, cycliste sur piste et sur route, pilote de courses automobile, aviateur puis industriel britannique et ensuite français. (° 26 mai 1874).
- 1961 : 
  - Ty Cobb, 74 ans, joueur de baseball américain. (° 18 décembre 1886).
- 1974 : 
  - Dizzy Dean, 64 ans, joueur de baseball américain. (° 16 janvier 1910).
- 1977 : 
  - Lucien Dolquès, 72 ans, athlète de fond français. Médaillé de bronze du cross par équipes aux Jeux de Paris 1924. (° 27 février 1905).
  - Efraim Harju, 88 ans, athlète de demi-fond finlandais. (° 4 juin 1889).
- 1994 : 
  - Jean Borotra, 95 ans, joueur de tennis puis homme politique français. Médaillé de bronze en double aux Jeux de Paris 1924. Vainqueur des tournois de Roland Garros 1924 et 1931, des tournois de Wimbledon 1924 et 1926, de l'Open d'Australie 1928 puis des Coupe Davis 1927, 1928, 1929, 1930, 1931 et 1932. (° 13 août 1898).
- 1995 : 
  - Juan Manuel Fangio, 84 ans, pilote de F1 argentin. Champion du monde de Formule 1 1951, 1954, 1955, 1956 et 1957. (24 victoires en Grand Prix). (° 24 juin 1911).

### XXIesiècle
- 2009 :
  - Marcel Poblome, 88 ans, footballeur français. (° 1er février 1921).
- 2011 : 
  - Juan Arza, 88 ans, footballeur puis entraîneur espagnol. (2 sélections en équipe nationale). (° 12 juin 1923).
  - Bertalan Bicskei, 66 ans, footballeur puis entraîneur hongrois. (1 sélection en équipe nationale). Sélectionneur de l'Équipe du Liberia de 2010 à 2011. (° 17 septembre 1944).
  - Takaji Mori, 67 ans, footballeur puis entraîneur japonais. Médaillé de bronze aux Jeux de Mexico 1968. (56 sélections en équipe nationale). Sélectionneur de l'équipe du Japon de 1981 à 1985. (° 24 novembre 1943).
- 2015 : 
  - Jules Bianchi, 25 ans, pilote de F1 français. (° 3 août 1989).
  - Donald Fontana, 84 ans, joueur de tennis canadien. (° 1er janvier 1931).
- 2022 : 
  - Francesco Rizzo, footballeur puis dirigeant sportif italien. (2 sélections en équipe nationale). (° 30 mai 1943).
- 2023 :
  - Palhinha, 73 ans, footballeur puis entraîneur brésilien. Vainqueur de la Copa Libertadores 1976. (16 sélections en équipe nationale). (° 11 juin 1950).